# Code géographique
Un code géographique est un code qui permet de définir (ou d'identifier) un point, une zone, ou une entité à la surface de la Terre.
Différents systèmes de codage cohabitent, mais les systèmes peuvent essentiellement être déterminés par :
- la manière dont le code est créé (nombre, lettre, mélange des deux, autre…) ;
- la portion de la Terre qui est concernée (la Terre entière, la terre, l'eau, un continent, un pays…) ;
- le type de surface, de zone, ou d'entité codée (pays, comté, aéroport, gare ferroviaire, ville…) ;
- selon que l'entité codée est un point ou une surface ;
- la période durant laquelle le code est valide.

## Liste de quelques systèmes de code géographique
Certains de ces systèmes sont libres de droit, d'autres sont utilisés sous différentes licences.
- code postal
- code INSEE (nomenclature des communes françaises)
- code CGT : Classification géographique type (répartition des terres du Canada)
- plaques minéralogiques de véhicules
- codes AITA des gares ferroviaires
- codes AITA des aéroports
- codes OACI des aéroports (voir aussi leurs préfixes)
- préfixes OACI d'immatriculation des aéronefs
- codes pays Internet, la plupart semblables aux codes pays ISO 3166-1 alpha-2
- codes pays du Comité international olympique
- codes régionaux de l'ONU ISO 3166-1[1]
- codes régionaux de pays ISO 3166-2
- indicatifs téléphoniques internationaux (codes ITU-T)
- Maidenhead Locator System, un système de géolocalisation utilisé par les radioamateurs
- SALB (Second Administrative Level Boundaries), de l'ONU[2][réf. incomplète]
- UN/LOCODE, zone, administratif, villes
- UTM (Universal transverse Mercator)
- WMO (World Meteorological Organization)
- what3words
- système dit de « code ouvert de localisation » (mis au point dans un laboratoire suisse de Google)